# 熱海町下伊豆島
熱海町下伊豆島（あたみまち しもいずしま）は、福島県郡山市の大字である。郵便番号は963-1305。

## 地理
郡山市北西部の熱海地区に属する。東で喜久田町堀之内、南東で喜久田町、南で片平町、南西で待池台、北西から北にかけ熱海町安子島とそれぞれ隣接する。概ね町村制施行以前の安積郡下伊豆島村の流れを汲む地域である。一級水系阿武隈川水系藤田川中流域を主な範囲とする。川沿いの平地であり水田が広がり、東西に横断する福島県道29号長沼喜久田線沿線に集落が位置する。南西側の丘陵地は郡山市西部第二工業団地造成に伴い待池台の一部として分離された。熱海町熱海一丁目に所在する郡山北警察署熱海駐在所及び熱海町熱海二丁目に所在する郡山消防署熱海分署がそれぞれ管轄にあたる。

### 主な字
字
- 寺屋舗
- 西戸城
- 屋敷
- 町谷田
- 古戸
- 南田

- 前田
- 南前
- 仲田
- 西田
- 下外手作
- 玉虫

- 稲干場
- 座津子内入
- 上ノ台
- 下玉虫
- 定七林
- 和久台

- 火打庖丁
- ラントフ林
- 影池
- 仲久保
- 瓜坪向山

### 河川・湖沼
一級水系阿武隈川水系
- 藤田川

## 歴史
- 1879年1月27日 - 二本松藩領下伊豆島村が福島県内における郡区町村制の施行により安積郡の村となる。
- 1889年4月1日 - 町村制の施行により下伊豆島村が上伊豆島村、安子島村、長橋村と合併し安積郡丸守村が発足する。旧下伊豆島村域は丸守村の大字となる。
- 1954年9月1日 - 丸守村が熱海町と合併し、熱海町の大字となる。
- 1965年5月1日 - 熱海町が郡山市、安積郡富久山町、日和田町、田村町、安積町、喜久田村、逢瀬村、片平村、三穂田村、湖南村と合併し新たな郡山市が設立され、郡山市の大字となる。

## 世帯数と人口
2024年1月1日現在の世帯数と人口は以下の通りである。
| 大字           | 世帯数  | 人口  |
| -------------- | ------- | ----- |
| 熱海町下伊豆島 | 104世帯 | 280人 |

## 小・中学校の学区
市立小・中学校に通う場合、学区は以下の通りとなる。
| 番地 | 小学校               | 中学校               |
| ---- | -------------------- | -------------------- |
| 全域 | 郡山市立喜久田小学校 | 郡山市立喜久田中学校 |

## 交通

### 道路
- 福島県道29号長沼喜久田線
- 一級市道72号三穂田熱海線
- 二級市道212号地田東東原線

## 施設
- 諏訪神社
- 湯殿山神社
- 火打包丁供養塔群